# Andrea Kobetić
Andrea Kobetić  (született: Penezić, Zágráb, 1985. november 13. –) horvát válogatott kézilabdázó, balátlövő. A válogatottban 2016-ban, a klubcsapatában 2021-ben vonult vissza. Karrierje során többek között a Krim Ljubljana, a Vardar Szkopje és a Siófok KC játékosa volt. Legnagyobb sikere a Vardarral szerzett BL-ezüstérmei, valamint a Siófokkal szerzett EHF-kupa győzelme.

## Pályafutása

### Klubcsapatokban
Pályafutását a Lokomotiva Zagreb csapatában kezdte, ahol 2002-ig kézilabdázott. Ezt követően a Podravka Koprivnica játékosa lett, ahol hat évet töltött és kétszer nyert bajnoki címet. 2008 nyarán a szlovén Krim Ljubljana szerződtette, amellyel bajnok és kupagyőztes lett. 2014 augusztusában a macedón ŽRK Vardarban folytatta pályafutását. 2015-ben, 2016-ban, 2017-ben és 2018-ban első helyen végzett a szkopjei csapattal a bajnokságban és a Macedón Kupában egyaránt. 2018 nyarán igazolt Magyarországra, a Siófok KC csapatához. A Balaton-parti együttessel 2019-ben ERHF-kupát nyert, és 75 góljával ő lett a sorozat legeredményesebb játékosa. A 2019-2020-as idény vége előtt bejelentette visszavonulását, azonban szerződését végül újabb egy évvel meghosszabbította. Hazájában hatszor választották meg az év női kézilabdázójának.

### A válogatottban
A horvát válogatottban 141 mérkőzésen lépett pályára és 633 gólt szerzett. Részt vett a 2012-es londoni olimpián. A 2014-es Európa-bajnokságot követően lemondta a válogatottban való szereplést.

## Sikerei, díjai
- Horvát bajnokság
  - Győztes: 2009, 2010
- Horvát Kupa
  - Győztes: 2009, 2010
- Szlovén bajnokság
  - Győztes: 2011, 2012, 2013, 2014
- Szlovén Kupa
  - Győztes: 2011, 2012, 2013, 2014
- Szlovén Szuperkupa

Győztes: 2014
- Macedón bajnokság
  - Győztes: 2015, 2016, 2017, 2018
- Macedón Kupa
  - Győztes: 2015,2016,2017,2018
- Bajnokok Ligája
  - 2. hely: 2016–17, 2017–18
  - 3. hely: 2014–15, 2015–16
- EHF-kupa
  - Győztes: 2018–19